# カンディ空港
カンディ空港（Kandi Airport）は、ベナンのアリボリ県県都カンディにある空港。